# Африканська плита

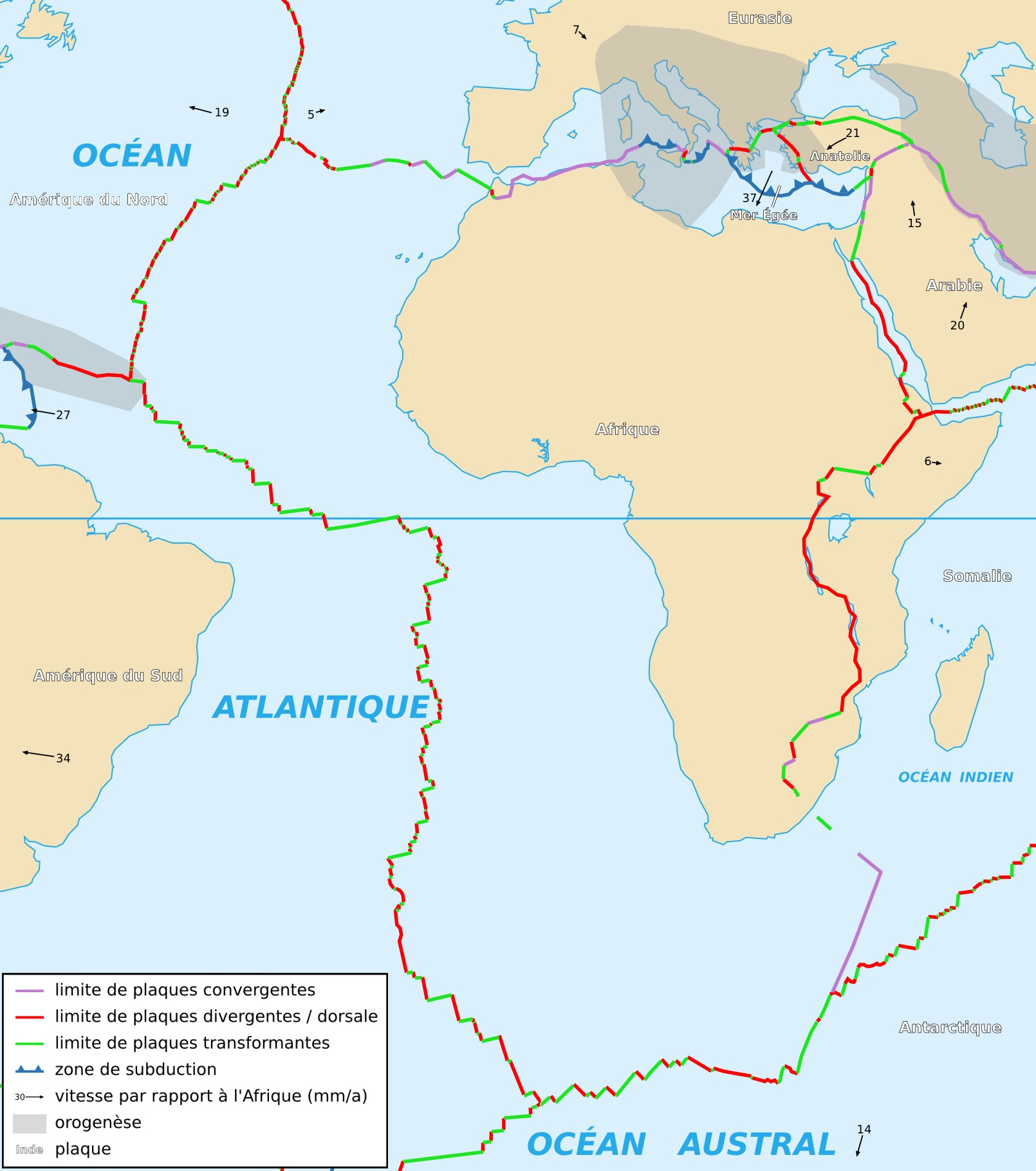
Розташування Африканської плити

Африканська плита — літосферна плита, що містить Африканський континент, і океанічну кору що є дном Атлантичного і Індійського океанів. Має площу 1,44065 стерадіан.

Сомалійська плита, яка відділена від Африканської плити Великою рифтовою долиною, 60–10 мільйонів років тому зазнала рифтінгу від Африканської плити вздовж Східно-Африканського рифту. Оскільки Африканський континент складається з кори Африканської та Сомалійської плит, деякі науковці називають Африканську плиту Нубійською плитою, щоб відрізнити її від континенту в цілому.

## Межі
Більшість меж плити дивергентні, представлені зонами спредингу. Тобто більшість плит рухаються від Африканського континенту. На заході вона відокремлена від Північноамериканської плити і Південноамериканської плити центральною і південною частинами Срединно-Атлантичного хребта. На півдні зона спредингу відокремлює Африканську плиту від Антарктичної плити. На південному сході межує з Індо-Австралійською плитою, на північному сході — з Аравійською плитою, на південному сході — з Сомалійською плитою, на півночі — з Анатолійською і Євразійською плитами. Всі межі є зонами спредингу, за винятком невеликої межі з Євразійською плитою (рифт Терсейра біля Азорських островів)
На півночі межа плити має складну будову. Вона розташована в Середземному морі, яке є залишками від колись величезного океану Тетіс. У зоні Східно-Африканських рифтів почався рифтінг, в результаті якого Африканська плита розкололася на плити середнього розміру: Сомалійську плиту і Аравійську плиту. Трійник цих плит знаходиться в долині Афар, одному з найспекотніших місць на Землі — Афарський трійник.

## Склад
Африканська плита охоплює декілька континентальних кратонів та террейнів, що були у складі Гондвани близько 550 мільйонів роки тому. Ці платформи, з півдня на північ: Калахарійська, Конголезька, Сахарська, Західноафриканська та Сахарський метакратон. Кожна з цих платформ може бути поділена на менші блоки.
У деяких районах кратони перекриті осадовими басейнами — Тіндуф, Таоденнійський та Конго, де давня кора перекрита новішими неопротерозойськими відкладеннями. Плита містить зони зсуву, такі як Центрально-Африканська зона зрушення, де в минулому дві частини земної кори рухалися в протилежних напрямках, і рифти, такі як жолоб Анза, де кора була розірвана, і в результаті депресія була заповнена сучаснішим осадом.

## Сучасний рух
Африканська плита має рифт в східній частині що є тектонічно і вулканічно активним у Афарській депресії — Східно-Африканський рифт. Ця зона розлому відокремлює Нубійську платформу на заході від Сомалійської плити на сході. 
Швидкість руху Африканської плити у північному напрямку оцінюється близько 2,15 см/рік.
У такому разі Африка має дістатися південного кінця Іспанії через 650 000 років, перекриваючи Середземне море.
Останні 100 мільйонів років, або близько того, Африканська плита рухається у північно-східному напрямку. 
Це наближає її до Євразійської плити, спричиняючи субдукцію там, де океанічна кора зближується з континентальною (наприклад, частини центрального та східного Середземномор’я). 
У західній частині Середземномор’я відносні рухи Євразійської та Африканської плит створюють комбінацію бічних сил і сил стиснення, зосереджених у зоні, відомій як Азорсько-Гібралтарський трансформний розлом. 
Уздовж свого північно-східного краю Африканська плита обмежена рифтом Червоного моря де Аравійська плита віддаляється від Африканської.
Гаряча точка Нової Англії в Атлантичному океані, ймовірно, створила коротку лінію підводних гір середнього або пізнього третинного віку на Африканській платформі, але, ймовірно, зараз вона неактивна.